# Mundżak żółty
Mundżak żółty (Muntiacus atherodes) – gatunek ssaka z rodziny jeleniowatych, podobny do mundżaka indyjskiego (do niedawna uważany za jego podgatunek). Gatunek słabo poznany.

## Występowanie i biotop
Borneo.

## Charakterystyka ogólna
| Podstawowe dane         | Podstawowe dane |
| ----------------------- | --------------- |
| Długość ciała           | 86–92 cm        |
| Wysokość w kłębie       | do 50 cm        |
| Długość ogona           | 14–20 cm        |
| Masa ciała              | 13,5–17,7 kg    |
| Dojrzałość płciowa      | 6–12 miesięcy   |
| Ciąża                   | ok. 7 miesięcy  |
| Liczba młodych w miocie | 1               |
| Długość życia           | brak danych     |

Ubarwienie żółtopomarańczowe, z ciemnobrązowym pasem wzdłuż grzbietu i górnej części ogona, spodem jaśniejsze. U młodych występuje cętkowanie. Samce mają poroże krótsze niż mundżak.
Gatunek roślinożerny. Dorosłe osobniki, poza okresem godowym, prowadzą samotniczy tryb życia.

## Zagrożenia i ochrona
Muntiacus atherodes jest poławiany dla mięsa i skór. Liczebność populacji szacowana jest na 5000-6000 osobników. Nie jest objęty konwencją waszyngtońską. W Czerwonej księdze gatunków zagrożonych Międzynarodowej Unii Ochrony Przyrody i Jej Zasobów został zaliczony do kategorii NT.